# Unity (uživatelské rozhraní)
Unity je grafické uživatelské rozhraní, určené pro desktopové prostředí GNOME, původně bylo vyvíjené firmou Canonical pro operační systém Ubuntu. Unity se poprvé objevilo v Ubuntu 10.10 pouze ve vydání určeném pro netbooky nazývaném Ubuntu Netbook Edition, s verzí 11.04 však došlo ke sjednocení netbookového a klasického vydání a Unity se tak stalo výchozím rozhraním Ubuntu. Prostředí je navrženo pro úsporu místa na displeji počítače, což je důležité zejména u zmiňovaných netbooků. Na rozdíl od Gnome, KDE a Xfce nenabízí Unity svou sadu aplikací, je ale navrženo pro použití spolu s existujícími GTK+ aplikacemi. Ubuntu používalo Unity do verze 17.10 kdy se výchozím prostředím stalo prostředí GNOME.
Unity patří do projektu Ayatana, iniciativě, která se snaží o zlepšení uživatelského pohodlí v Ubuntu. Kromě Unity sem patří indikátory aplikací (Application Indicators), systém oznamování událostí systému NotifyOSD a několik dalších prvků v systému.
Později přešlo Unity pod správu a vývoj komunitním týmem vývojářů.

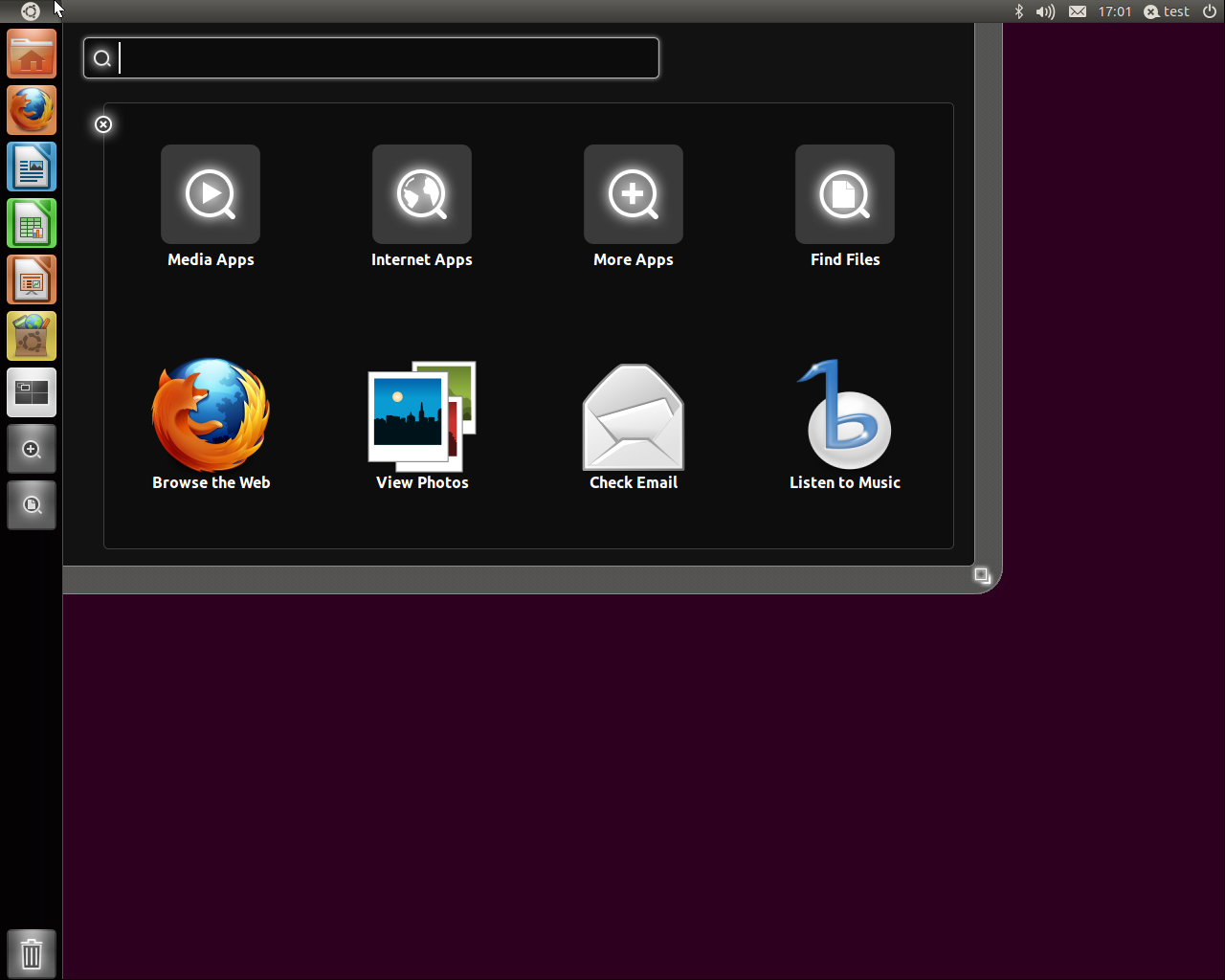
Unity 3.8 v Ubuntu 11.04

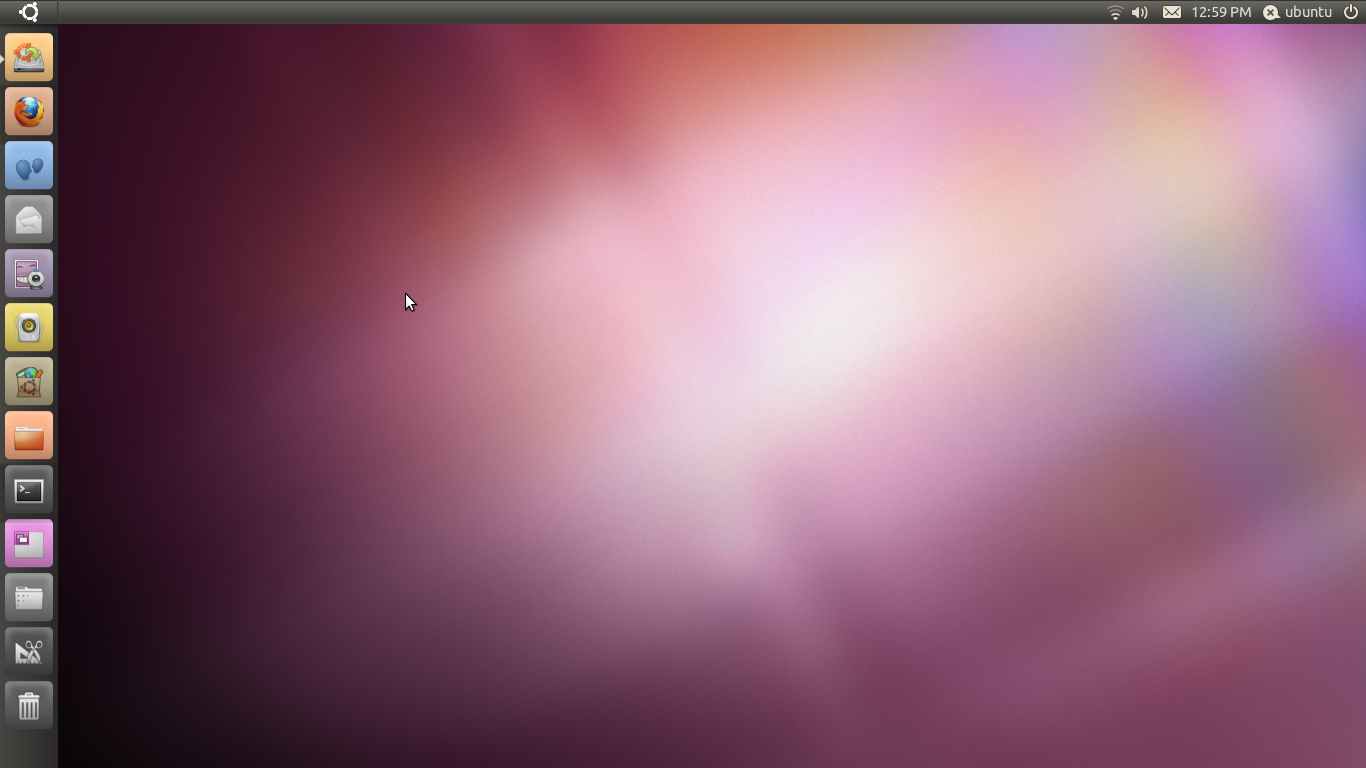
Ubuntu 10.10 Maverick Meerkat verze Netbook s první vydanou verzí nového prostředí Unity

## Popis prostředí
Prostředí lze rozdělit na několik základních prvků:
- Launcher – Panel na levém okraji obrazovky, který slouží ke spouštění a přepínání spuštěných aplikací. Kromě ikon aplikací se zde nachází přepínač pracovních ploch, ikona koše a ikony připojených disků. Od verze Ubuntu 11.10 je zde umístěno také tlačítko pro přístup do hlavní nabídky, které bylo dříve umístěno v levé části panelu (viz níže).

- Panel – U horního okraje obrazovky se nachází další panel. Vpravo jsou umístěny indikátory (např. pro ovládání zvuku, menu zpráv nebo pro vypnutí PC). Zbytek panelu slouží jako titulek a lišta nabídek (menu bar) aktivního okna podobně jako u systému Mac OS.

- Dash – Dash představuje základní nabídku pro rychlý přístup k aplikacím a souborům. Lze ho aktivovat „tlačítkem Ubuntu“ nebo klávesou Super (také klávesa Windows). Tlačítky „Aplikace“ a „Soubory a složky“ na Launcheru je možné dostat se přímo do Dashe aplikací a souborů.

## Vývoj
Ubuntu tradičně používalo plné desktopové prostředí GNOME; zakladatel Mark Shuttleworth prohlásil, že důvodem, proč se začne v Ubuntu 11.04 používat Unity jako výchozí rozhraní, jsou rozdílné názory oproti vývojářům prostředí GNOME na to, jak má uživatelské rozhraní vypadat.
V listopadu 2010 vedoucí komunity Ubuntu Jono Bacon vysvětlil, že Ubuntu bude nadále obsahovat GNOME s jeho aplikacemi a bude pro ně optimalizováno. Jediným rozdílem bude použití jiného rozhraní pro GNOME.
Canonical poté oznámil, že navrhl Unity nejen pro netbooky, ale i pro ostatní počítače a že se Unity stane výchozím prostředím v Ubuntu 11.04.
GNOME Shell není v Ubuntu 11.04 ani v jeho repozitářích obsažen, tato verze Ubuntu používá stále GNOME 2, GNOME Shell je určen až pro GNOME 3. V Ubuntu je však možné místo Unity použít také starý GNOME Panel, rozhraní z GNOME 2.
V listopadu 2010 oznámil Mark Shuttleworth záměr spouštět Unity na Waylandu místo aktuálního X Window System.
V prosinci 2010 někteří uživatelé požadovali, aby bylo možné Unity Launcher (spouštěč a přepínač spuštěných aplikací) přesunout k dalším okrajům obrazovky (místo výchozího levého). Mark Shuttleworth to však odmítl kvůli určitým širším designovým cílům, kdy má být Launcher vždy blízko k tlačítku Ubuntu v levém horním rohu obrazovky.
Rozhraní Unity je nyní napsáno v toolkitu zvaném Nux místo původního Clutteru a je pluginem do správce oken Compiz, který Canonical považuje za rychlejší než Mutter používaný v GNOME Shell.
14. února 2011 Canonical také uvolnil ukázku „2D“ verze Unity založenou na Qt, napsanou v QML určenou pro počítače, které nejsou schopny pracovat s akcelerovanou 3D grafikou. Tato verze Unity nebyla při vydání Ubuntu 11.04 ještě dokončena a není tak zde použita. Pro slabší počítače se používalo starší prostředí GNOME Panel, označované jako Classic Desktop. Toto prostředí bylo v dalších vydáních Ubuntu nahrazeno prostředím Unity 2D (od Ubuntu 11.10 do 12.04 LTS).
Vzhledem k nárokům na údržbu dvou paralelních verzí jednoho prostření bylo v roce 2012 rozhodnuto, že prostředí Unity 2D bude ze systému zcela odstraněno. Od verze Ubuntu 12.10 tedy není Unity 2D obsaženo a ve všech případech se používá Unity 3D. Tímto způsobem byla ukončena podpora pro starší počítače. U počítačů bez akcelerované grafické karty je poté vyžadován dostatečně výkonný procesor, který je schopen vykreslovat grafiku, což ovšem u moderních procesorů není problém, vzhledem k náročnosti samotného prostředí.
Unity verze 7 přineslo vylepšení v oblasti výkonu.

## Dostupnost
Protože je Unity určeno primárně pro Ubuntu, je Ubuntu první Linuxovou distribucí, která obsahuje nejnovější verzi tohoto uživatelského rozhraní. Několik dalších distribucí se také pokusilo toto prostředí přijmout.
- Arch Linux podporuje spoustu komponent souvisejících s Unity a Unity 2D, ale k dubnu 2011 byla většina ve starší verzi.

- Fedora – vývojáři projevili zájem o použití Unity ve své distribuci, Fedora 15 však nakonec obsahovala GNOME Shell, takže se nyní další použití Unity nedá předpokládat.

- Frugalware přijal prostředí ve vývojové větvi pro nadcházejí stabilní vydání.

- OpenSUSE obsahuje mnoho GNOME komponent souvisejících s Unity, portace samotného Unity však byla dle slov vývojářů pozastaveno kvůli problémům s Compizem.

## Licencování
Unity je svobodný software licencovaný dle podmínek třetích verzí licencí GNU General Public License (GPL) a GNU Lesser General Public License (LGPL). Navzdory tomu je Unity předmětem Canonical's contributor agreement, požadujícím po vývojářích přiznání autorského práva Canonicalu a případně mu umožnit vydání pod jinou licencí.